# 大賀宗九
大賀 宗九（おおが そうく、永禄4年（1561年） - 寛永7年5月13日（1630年6月23日））は、戦国時代から江戸時代初期にかけての博多商人。島井宗室・神屋宗湛とともに「博多の三傑」と呼ばれる。名は信好（のぶよし）。子孫は代々福岡藩黒田家の国元御用商人をつとめた。子の二代目は、茶人でもあった大賀宗伯。

## 生涯
永禄4年（1561年）、豊前国中津（大分県中津市）の武器商人の家にて誕生。子に善兵衛（上大賀）、九郎左衛門（中大賀）、惣右衛門（下大賀）がいる。
慶長5年（1600年）に中津藩主・黒田長政が筑前国へ加増移封されると、それに前後して博多に移住し、島井宗室や神屋宗湛とともに築城や城下町などの整備を受け持った。長政は宗九に対し家康から海外貿易の朱印状を受けさせ、ベトナム、シャム（タイ）、琉球、李氏朝鮮などとの交易により巨万の富を得る。福岡藩筆頭御用商人となり優遇を受ける。
元和7年（1621年）には、黒田長政から褒美として知行地を与えられたが、商人の身分を理由に辞退している。同時期の博多の豪商、末次平蔵や伊藤小左衛門らと交流があり、博多の古刹名刹の寺院復興や整備などに尽力した。
寛永7年（1630年）、死去。墓所は福岡市博多区の塔頭・聖福寺幻住庵。跡は三男の信貞（後の宗伯）が継いだ。

## 逸話
大賀家は元々、大神氏の姓を名乗る豊後国の武士で、大友氏に仕えていた。父を早く失い、貧困に苦しんでいたが、主家の滅亡とともに武器商人に転身し、慶長から元和年間にかけて海外貿易を行なうようになった。このころ、中国人の助言により大賀に改名した。そして、長崎から明に渡り、20年以上海外で暮らし、巨万の富を得る。
のち大賀家は博多商人の筆頭町人となり、江戸時代を通じて博多部の管理を任され幕末まで続いた。家業は金融業を主とし（金貸し）で財をなした。大名貸では肥後細川藩、高鍋藩秋月家などに行っている。博多商人の家格においては『大賀格』が基準とされる（博多部は商人のみの街であり、武家が屋敷を持ったり住むことは無く、あくまで武家は福岡側に屋敷地を与えられた）。
大賀家自体は幕末明治を乗り越え、現在は福岡市で不動産業等を営んでいる。